# Pontyfikał rzymsko-niemiecki
Pontyfikał rzymsko-niemiecki – pontyfikał skompilowany w opactwie św. Albana w Moguncji pod okiem Wilhelma (arcybiskupa Moguncji), w połowie X w.
Był szeroko używany w średniowieczu i stanowił podstawę późniejszego Pontyfikału rzymskiego. Zawiera 258 przepisów określających biskupie ryty święceń, błogosławieństw, celebracji Mszy, spowiedzi, itp.
Nazwa Pontyfikał rzymsko-niemiecki została nadana przez odkrywcę pontyfikału, Michela Andrieu.